# Vera Daves
Vera Esperança dos Santos Daves De Sousa (Luanda, 1983) es una política y economista angoleña, nombrada Ministra de Finanzas del gobierno de Angola en 2019.

## Biografía
Nació en Luanda en 1983 y se graduó en Economía por la Universidad Católica de Angola.

### Carrera profesional
Fue jefa de investigación en un banco local en 2011 y se convirtió en comentarista habitual de televisión sobre finanzas y economía. El presidente de la Comisión de Mercado de Capitales, Archer Mangueira, la vio por televisión y la invitó a formar parte de la Comisión. Fue administradora ejecutiva de la comisión de 2014 a 2016 y reemplazó a Mangueira como jefa de la comisión en 2016.
Es coautora de un libro sobre finanzas públicas con el profesor de economí Alves da Rocha.
Fue Secretaria de Estado de Finanzas y Tesoro de Angola antes de ser designada por el presidente João Lourenço como Ministra de Finanzas el 8 de octubre de 2019, a la edad de 35 años. Fue la primera mujer en ocupar el cargo. Se unió al Buró Político del partido gobernante MPLA en un congreso extraordinario poco antes de su nombramiento. Se la describe como una "técnica muy disciplinada, bien preparada y competente".
Cuando asumió el cargo, se le encomendó la reestructuración de la economía del país, la quinta más grande de África. En marzo de 2020 anunció que el país estaba en recesión, y que el Ministerio de Hacienda estaba revisando los Presupuestos Generales del Estado debido al impacto de la pandemia del COVID-19. En abril anunció que se suspendían todos los contratos cuya financiación no estuviera garantizada por el bajo precio del petróleo y el impacto de la pandemia en las finanzas públicas.